# بوینگتون (آیووا)
بوینگتون (به انگلیسی: Bevington) شهری در ایالت آیووا کشور ایالات متحده آمریکا است که جمعیت آن در سرشماری سال ۲۰۱۰ میلادی، ۶۳ نفر بوده‌است.